# Banda de Música da Polícia Militar do Ceará Major Xavier Torres

A Banda de Música da Polícia Militar do Ceará Major Xavier Torres é uma banda de música da Polícia Militar do Estado do Ceará fundada em 28 de outubro de 1854, na cidade de Fortaleza, capital do estado do Ceará.

## História
A Banda de Música do Corpo Policial do Ceará foi criada em 28 de outubro de 1854, pela Lei n° 688, sendo uma das primeiras bandas policiais do Brasil. Apesar de não contar inicialmente com orçamento ou previsão de pagamento para músicos, começou a se apresentar ainda em seus primeiros anos, sustentada por despesas eventuais da província. A formação oficial com 15 músicos e um mestre só foi instituída em 1857.
Considerada a “mãe das bandas de música” do estado e reconhecida como patrimônio histórico, a banda participou de eventos cearenses importantes ao longo de sua trajetória, como a inauguração do Theatro José de Alencar e da Praça do Ferreira, em 1903, além de ter sido a primeira a executar oficialmente o Hino do Estado. 
Sua influência musical e estrutural nas bandas civis foi significativa, refletida na adoção de fardas, na disseminação de repertórios militares, como hinos, marchas e dobrados, e na fundação de bandas civis em várias cidades do Ceará, muitas vezes organizadas por policiais militares que, após se aposentarem, assumiram a responsabilidade de formar e coordenar esses grupos.
A atual denominação da Banda de Música foi adotada em 1954, em homenagem ao Major Luiz Xavier Torres, reconhecido por seu empenho na criação do grupo musical. O ato oficial foi assinado pelo então Governador do Estado, Stênio Gomes da Silva, e publicado no Boletim da Corporação nº 257, de 11 de novembro de 1954.
Em 2021, foi oficialmente elevada à categoria de Companhia Musical Militar, consolidando seu papel histórico e cultural.